# گرمارنگی

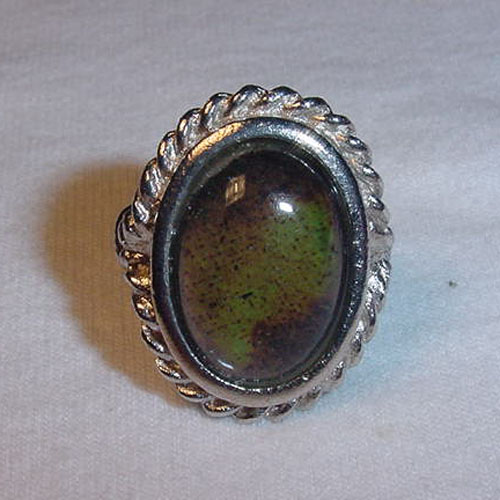
یک حلقه حالت در سمت راست شکل نمایش داده شده است. به نوار تغییر رنگ توجه کنید.

گَرمارَنگی یا ترموکرومیسم ☃☃ قابلیت ماده از لحاظ تغییر رنگ بر اثر تغییر دما را گویند.↵حلقه حالت، نمونه خوبی از این پدیده است، اما ترموکرومیسم، استفاده‌های عملی زیادی دارد. به عنوان مثال در بطری‌های بچه‌ها (تغییر به رنگ متفاوت، زمانی که به اندازه کافی خنک شده‌است) یا کتری (تغییر رنگ، زمانی که آب در نقطه جوش یا نزدیک به آن است). ترموکرومیسم یکی از چندین نوع کرومیسم است.

## مواد آلی

### بلورهای مایع گرمارنگ
دو روش رایج براساس کریستال‌های مایع و رنگ لکو هستند. کریستال‌های مایع در کاربردهای دقیق مورد استفاده قرار می‌گیرند، مانند پاسخ‌های آن‌ها که برای دماهای دقیق مهندسی می‌شود. اما محدوده رنگ با اصل فعالیت آن‌ها محدود می‌شود. رنگ‌های لکو اجازه محدوده رنگ‌های گسترده‌تری را می‌دهند، اما تنظیم دماهای پاسخ آن‌ها مشکل است.
برخی از کریستال‌های مایع قادر به نمایش رنگ‌های متفاوت در دماهای متفاوت هستند. این تغییرات به انکسار انتخابی طول موج‌های معین با ساختار کریستالی ماده وابسته هستند، زمانی که بین مرحله کریستالی با دمای پایین با استفاده از مرحله دستواری (کایرال) یا نماتیک پیچ خورده، ویژگی‌های گرمارنگ به مرحله مایع ایزوترپیک با دمای بالا تغییر می‌دهد. تنها متافاز نماتیک، ویژگی‌های گرمارنگی دارد. این محدوده دمای اثربخش ماده را محدود می‌کند.
مرحله نماتیک پیچ‌خورده، مولکول‌هایی را دارد که به سمت لایه‌هایی با تغییرات منظم جهت‌یابی شده‌اند و به آن‌ها فضایابی بوده‌اند. مسیر نور با استفاده از کریستال؛ انکسار bragg را روی این لایه‌ها تضمین می‌کند؛ و طول موج با بیشترین تداخل ساختاری به سمت عقب بازگردانده می‌شود و به عنوان رنگ طیفی دریافت می‌شود. تغییر در دمای کریستالی می‌تواند به تغییر فضا بین لایه‌ها منجر شود و بنابراین به تغییر در طول موج بازتاب شده منجر شود. رنگ کریستال مایع ترموکرومیک می‌تواند از سیاه غیر بازتابی با استفاده از رنگ‌های طیفی به سیاه مجدد تغییر رنگ داشته باشد و این وابسته به دما است. حالت دمای بالا، ابی- بنفش را بازتاب می‌کند، در حالی که دمای پایین، قرمز- نارنجی را بازتاب می‌کند. زمانی که طول موج ابی کوتاه‌تر از قرمز باشد، این نشان می‌دهد که فاصله فضای لایه با گرما از طریق حالت کریستال مایع کاهش پیدا می‌کند.
برخی از این مواد نانونائوت کلستریل یا سیانوبی فنیل هستند.
ترکیباتی با محدوده دمایی ۵–۳ درجه از ۱۷...۲۳ تا ۳۷...۴۰ درجه متغیر است و می‌تواند متشکل از نسبت‌های متغیر کربنات اولئیل کلستریل، نانونائوت کلساریل و بنزوات کلسرتیل باشد. به عنوان مثال، نسبت وزن ۶۵:۲۵:۱۰ از دمای ۱۷ به ۲۳ درجه و ۳۰:۶۰:۱۰ به محدوده دمایی ۳۷...۴۰ می‌رسد.
کریستال‌های مایع اغلب در رنگ‌ها و جوهرها میکرو کپسول به حالت معلق مورد استفاده قرار می‌گیرند.
کریستال‌های مایع اغلب در کاربردهایی استفاده می‌شود که تغییر رنگ به صورت دقیق تعیین می‌شود. آن‌ها کاربردهایی در ترمو متر برای اتاق، یخچال، آکواریوم، و استفاده پزشکی و در شاخص‌های سطح پروپان در تانک‌ها مورد استفاده قرار می‌گیرند. کاربرد رایج برای کریستال‌های ترمو کرومید، حلقه‌های حالت هستند.
کار با کریستال‌های مایع مشکل است و به تجهیزات چاپ تخصصی نیاز دارد. خود ماده در سنجش با فناوری‌های موجود بسیار گران است. دماهای بالا، پرتوهای فرابنفش، برخی مواد شیمیایی یا حلال‌ها، اثر منفی روی عمر آن‌ها دارند.

## رنگ‌های لکو

### موضوع اصلی: رنگ لکو
مثال تی‌شرت‌های چند رنگ. سشوار برای تغییر رنگ ابی به فیروزه‌ای تغییر رنگ می‌دهد.
مثال دیگر تی‌شرت‌های هایپر کالر است.
رنگ‌های ترموکرومیک براساس ترکیبات رنگ‌های لکو با سایر مواد شیمیایی مناسب هستند که تغییر رنگ وابسته با دما را نشان می‌دهند. رنگ‌ها به ندرت روی مواد به صورت مستقیم استفاده می‌شوند. آن‌ها اغلب در فرم میکرو کپسول‌ها با ترکیبات پوشیده شده از درون هستند. مثال توضیحی، مد هایپر کالر اس که ریزپوشینه‌ها (میکروکپسول‌ها) با لاکتون بنفش کریستالی، اسید ضعیف و نمک غیرقابل حل در دودکانول به ماده اعمال می‌شوند. زمانی که حلال جامد باشد، رنگ در فرم لکو لاکتون ان وجود دارد، در حالی که حلال ذوب می‌شود، نمک تجزیه می‌شود. PH دروت میکرو کپسول کاهش می‌کند و رنگ پروتون دار می‌شود، حلقه ان باز می‌شود و طیف جذب ان به میزان زیادی تغییر می‌کند؛ بنابراین بنفش پر رنگ می‌شود. در این مورد، گرمارنگی، هالو کرومیزم واقعی است.
رنگ‌ها به عنوان اسپیرو لاکتون، فلوران، اسپیروپیران و فولگید استفاده می‌شوند. اسیدها شامل بی فنول الف، پارابن، ۱و۲و۳- مشتقات تریازول و ۴- هیدروکسی کومارین است و به عنوان اهداکننده پروتون عمل می‌کند، مولکول رنگ بین نوع لکو ان و فرم رنگ پروتون دار تغییر می‌کند. اسیدهای قوی تر، باعث غیرقابل برگشت شدن تغییر می‌شوند.
رنگ‌های لکو، پاسخ دمایی با دقت کمتری در مقایسه با کریستال‌های مایع دارد. آن‌ها برای شاخص‌های عمومی دمای تخمینی یا برای ایتم‌های مختلف و جدید مناسب هستند. آن‌ها اغلب همراه با برخی از پیگمنت‌ها مورد استفاده قرار می‌گیرند، تغییر رنگی را بین رنگ رنگ‌دانهٔ (پیگمنت) پایه و رنگ رنگ‌دانه ترکیبی با رنگ نوع غیر لکو ایجاد می‌کنند. رنگ‌های لکو اورگانیک برای محدوده‌های دمایی بین ۵-درجه سلسیوس و ۶۰ درجه سلسیوس در دسترس هستند. تغییر رنگ اغلب در فاصله ۳ درجه رخ می‌دهد.
رنگ‌های لکو در کاربردهایی مورد استفاده قرار می‌گیرند که دقت پاسخ دما لازم نیست: به عنوان مثال، موارد جدید، اسباب بازی‌های حمام، ریسک‌های پروازی، و شاخص‌های دمای تخمینی برای غذاهای گرم شده با مایکروویو. میکرو کپسول سازی استفاده از مواد مختلف و محصولات مختلف را اجازه می‌دهد. اندازه میکرو کپسول‌ها بین ۳ تا ۵ میکرو متر متغیر است؛ که به برخی تنظیمات برای چاپ و فرایندهای ساخت نیاز دارد.
کاربرد رنگ‌های لکو در شاخص‌های حالت باتری دوراسل است. لایه رنگ لکو روی نوار مقاومتی برای نمایش گرمای ان مورد استفاده قرار می‌گیرد و بنابراین مقدار جریان باتری را تأمین می‌کند. نوار شکل مثلثی دارد، مقاومت ان را در طول افزایش می‌دهد؛ بنابراین بخش بزرگی را با مقدار جریان وارد شونده به ان گرم می‌کند. طول بخش بالای دمای آستانه برای رنگ لکو، رنگی می‌شود.
قرار گرفتن در مقابل پرتوهای فرابنفش، حلال‌ها و دماهای بالا، عمر رنگ‌های لکو را کاهش می‌دهد. دماهای بین ۲۰۰–۲۳۰ درجه باعث آسیب غیرقابل برگشت به رنگ‌های لکو می‌شود. قرار گرفتن در زمان محدود در مقابل برخی از انواع در دمای ۲۵۰ درجه، در طول ساخت مجاز است.
رنگ‌های ترموکرومیک از کریستال‌های مایع یا فناوری رنگ لکو استفاده می‌کنند. بعد از جذب مقدار معینی نور یا گرما، ساختار کریستالی یا مولکولی رنگ‌دانه به صورت معکوس، به روشی تغییر می‌کند که نور را در طول موج‌های مختلف در دماهای پایین‌تر جذب و منتشر می‌کند.
رنگ‌های ترموکرومیک به عنوان پوشش روی ماگ‌های قهوه استفاده می‌شوند. زمانی که قهوه گرم در ماگ‌ها ریخته می‌شود. رنگ گرمارنگ، گرما را جذب می‌کند و رنگی یا شفاف می‌شود؛ بنابراین ظاهر ماگ را تغییر می‌دهد.

## کاغذها
کاغذهای گرمارنگ برای چاپگرهای حرارتی مورد استفاده قرار می‌گیرند. یک مثال، کاغذ آغشته شده با ترکیب جامد رنگ فلوران با اسید اوکتادی سیل فسفونیک است. این ترکیب در مرحله جامد پایدار است. به هر حال، زمانی که اسید اوکتا دی سیل فسفونیک ذوب می‌شود، رنگ واکنش شیمیایی را در مرحله مایع تضمین می‌کند و فرم رنگی پروتون دار را تعیین می‌کند. این حالت زمانی تبدیل می‌شود که ماتریس از نو جامد می‌شود. اگر فرایند خنک کردن به اندازه کافی سریع باشد. فرم لکو در دماهای پایین پایدار تر است و مرحله جامد، ثبت‌هایی روی کاغذ ترموکرومیک در طی چندین سال محو می‌شود. این به اثرات جالبی در ترکیب با ثبت‌های حسابداری، رسیدهایی از پرینتر حرارتی و ممیزی منجر می‌شود.

## بسپارها
گرمارنگی می‌تواند در ترموپلاستیک‌ها، دوراپلاستیک‌ها، ژل‌ها یا هر نوع دیگری از پوشش‌ها دیده شود. بسپار (پلیمر) به خودی خود، یک مکمل گرمارنگ جای‌سازی شده یا ساختاری با نظم بالا است که در نتیجه تعامل بسپار با مکمل غیرگرمارنگ ساخته می‌شود و می‌تواند منشأ اثر گرمارنگی باشد. علاوه بر این، از دید فیزیکی، منشأ اثر گرمارنگی می‌تواند مختلف باشد؛ بنابراین، از تغییرات بازتاب نور، جذب یا پراکندگی با دما پدید می‌آید. کاربرد بسپارهای گرمارنگ برای محافظت خورشیدی، موضوع بسیار مهمی است. به عنوان تابعی برای راهبرد طراحی، که برای بسپارهای گرمارنگ غیر سمی به کار برده می‌شود، در دهه اخیر بسیار مورد توجه قرار گرفته‌است.

## جوهرها
جوهرهای گرمارنگ، ترکیبات حساس به دما هستند که در سال ۱۹۷۰ ایجاد شده‌اند، تغییر رنگ موقت در نتیجه قرار گرفتن در معرض گرما بوده‌است. آن‌ها به دو شکل هستند، کریستال‌های مایع و رنگ‌های لکو. کار با رنگ‌های لکو ساده‌تر است و اجازه کاربردهای زیادی را می‌دهد. این کاربردها شامل: گرماسنج‌های صاف، تسترهای باتری، لباس، و شاخص‌های روی بطری‌های شربت‌ها که زمانی تغییر رنگ می‌دهد که شربت گرم می‌شود. رایج‌ترین خط لباس از گرمارنگی به عنوان هایپر کالر استفاده می‌کند. گرماسنج‌ها، اغلب در سطح بیرونی آکواریوم‌ها مورد استفاده قرار می‌گیرند تا به دمای بدن از طریق سر برسند. نور coor از جوهر گرمارنگ روی جعبه‌هایش استفاده می‌کند و نشان دهنده سرد شدن قوطی‌ها تغییر رنگ از اسفید به ابی است.

## مواد غیرآلی
همه ترکیبات غیرآلی، تا حدودی گرمارنگ هستند. بیشتر مثال‌های مطرح شده شامل تغییرات مهم در رنگ است. به عنوان مثال، دی اکسید تیتانیوم یا اکسید زینک در دمای اتاق سفید هستند، اما زمانی که گرم می‌شوند به زرد تغییر رنگ می‌دهند. اکسید ایندیم در دمای اتاق زرد است و وقتی گرم می‌شود به رنگ زرد- قهوه‌ای متمایل می‌شود. اکسید سرب تغییر رنگ مشابهی را روی گرما دارد. تغییر رنگ به تغییرات در ویژگی‌های الکترونیکی این مواد مربوط است.
بیشتر مثال‌های گرمارنگی در موادی یافت می‌شوند که انتقال مرحله را تضمین می‌کنند یا باندهای انتقال شارژ را در نزدیکی ناحیه قابل مشاهده نشان می‌دهند. این مثال‌ها شامل:
یدید جیوه مس انتقال فاز در ۶۰ درجه را تضمین می‌کند و به صورت معکوس از ماده جامد قرمز روشن در دمای پایین به جامد ابی تیره در دمای بالا با واسطه قرمز- بنفش تغییر رنگ می‌دهد. این رنگ‌ها شدید هستند و به نظر می‌رسد که با ترکیبات انتقال شارژ ایجاد شده باشند.
یدید جیوه نقره در دماهای پایین زرد و در دمای بالای ۴۷–۵۱ درجه نارنجی است. رنگ‌ها شدت بالایی دارند و به نظر می‌رسد که با ترکیبات انتقال شارژ ag-hg ایجاد شده باشند.
یدید جیوه یک ماده کریستالی است در درمای ۱۲۶ درجه انتقال فاز معکوس را از فاز آلفا قرمز به فاز بتا زرد تضمین می‌کند.
تتراکلرید نیکلات بیس ترکیب تمشکی- قرمز است که در دمای ۱۱۰ درجه ابی می‌شود. در زمان خنک شدن، ترکیب فاز متاپایدار زرد روشن می‌شود که در بیش از ۲–۳ هفته به قرمز اصلی بازمی‌گردد. بسیاری از تتراکلرونیکلات، ترموکرومیک هستند.
تتراکلورکوپرات پایه ماده جامد به رنگ سبز روشن است که در دمای ۵۲–۵۳ درجه به رنگ زرد تغییر رنگ می‌دهد. تغییر رنگ با آزاد سازی باندهای هیدروژن و تغییر هندسه ترکیب مس- کلرین از حالت صاف به چهاروجهی تغییر شکل یافته با تغییر مناسب اوربیتال‌های اتم مس ایجاد می‌شود. هیچ واسطه پایداری وجود دارد، کریستال‌ها سبز یا زرد هستند.
ترکیب اکسید کروم: اکسید الومینویم در نسبت ۱:۹ در دمای اتاق قرمز است و در دمای ۴۰۰ درجه خاکستری است و این به خاطر تغییرات در میدان کریستالی ان است.
دی اکسید وانادیم برای استفاده به عنوان پوشش پنچره انتخابی طیفی برای انتقال فروسرخ بررسی شده‌اند و اتلاف گرمای داخلی ساختمان را از طریق پنجره‌ها کاهش می‌دهند. این مواد مانند نیمه رساناها در دماهای پایین عمل می‌کنند، اجازه انتقال بیشتر را می‌دهند و مانند یک رسانا در دماهای بالاتر، قابلیت بازتاب بالایی را فراهم می‌کنند. تغییر فاز بین نیمه رسانای آشکار و فاز هدایتی بازتابی در دمای ۶۸درجه رخ می‌دهد؛ و همراه با ۱٫۹٪ از تنگستن دمای انتقال را به ۲۹ درجه کاهش می‌دهد.
برخی مواد گرمارنگ هستند. برای نمونه، برخی پیروپ‌های غنی از کروم به صورت عادی مایل به بنفش- مایل به قرمز هستند و زمانی سبز می‌شوند که در دمای ۸۰ درجه قرار می‌گیرند.